# Pietro Adorni
Pietro Adorni (Fidenza, 27 giugno 1938 – Fidenza, 14 marzo 2002) è stato un calciatore italiano, di ruolo difensore.

## Caratteristiche tecniche
Adorni era un terzino destro, utilizzato con compiti esclusivamente di marcatura nei quali si segnalava come elemento difficilmente superabile. Nel finale di carriera è stato schierato anche come libero.

## Carriera
Cresciuto nel Fidenza, Adorni esordì nel calcio professionistico con la maglia del Monza, nel 1957, segnalandosi per continuità di rendimento. Dopo diverse stagioni in Serie B, nelle quali la squadra lombarda non riuscì a raggiungere la promozione, venne acquistato dal Palermo, con il quale esordì in Serie A il 19 settembre 1962 nella gara contro la SPAL persa in casa per 0-1. Concluse il campionato in rosanero all'ultimo posto, retrocedendo così in Serie B.
Dopo 38 presenze con la maglia del Palermo, Adorni venne acquistato dal Napoli, militante anch'esso in seconda divisione: il difensore fece registrare 30 presenze e una rete, contribuendo alla promozione in Serie A. L'anno successivo fu impiegato in 5 partite, a causa di problemi al ginocchio; i partenopei, grazie anche all'acquisto di José Altafini e Omar Sívori, vinsero la Coppa delle Alpi 1966 e terminarono il campionato al terzo posto.
Adorni giocò in totale 35 gare con la maglia della squadra campana, prima di essere messo sotto contratto, nella stagione 1966-1967, dalla Lazio, che lo acquistò per 35 milioni di lire; l'acquisto fu inizialmente ricusato dopo le visite mediche, e venne ratificato solo nel novembre 1966, al termine del contenzioso tra Lazio e Napoli. La prima stagione in biancoceleste non dette i risultati sperati e la squadra retrocesse in Serie B, per poi conquistare la promozione due anni dopo: in tre stagioni, il terzino fece registrare 51 presenze complessive, di cui 2 nell'anno della promozione.
A fine carriera passò nuovamente nella serie cadetta al Piacenza, squadra con la quale mise fine alla sua carriera da professionista disputando due partite nel campionato di Serie B 1969-1970. Nella stagione successiva fece ritorno al Fidenza, in Prima Categoria, chiudendo poi definitivamente con il calcio giocato. Ha totalizzato complessivamente 41 presenze in Serie A e 178 presenze in Serie B.

## Statistiche

### Presenze e reti nei club
| Stagione                | Squadra                 | Campionato              | Campionato | Campionato | Coppa Italia | Coppa Italia | Coppa Italia | Coppe continentali | Coppe continentali | Coppe continentali | Altre coppe | Altre coppe | Altre coppe | Totale | Totale |
| Stagione                | Squadra                 | Comp                    | Pres       | Reti       | Comp         | Pres         | Reti         | Comp               | Pres               | Reti               | Comp        | Pres        | Reti        | Pres   | Reti   |
| ----------------------- | ----------------------- | ----------------------- | ---------- | ---------- | ------------ | ------------ | ------------ | ------------------ | ------------------ | ------------------ | ----------- | ----------- | ----------- | ------ | ------ |
| 1954-1955               | Fidenza                 | IV                      | 1          | 0          | -            | -            | -            | -                  | -                  | -                  | -           | -           | -           | 1      | 0      |
| 1955-1956               | Fidenza                 | IV                      | 0          | 0          | -            | -            | -            | -                  | -                  | -                  | -           | -           | -           | 0      | 0      |
| 1956-1957               | Fidenza                 | IV                      | 21         | 1          | -            | -            | -            | -                  | -                  | -                  | -           | -           | -           | 21     | 1      |
| 1957-1958               | Simmenthal-Monza        | B                       | 4          | 0          | CI           | ?            | ?            | -                  | -                  | -                  | -           | -           | -           | 4+     | 0+     |
| 1958-1959               | Simmenthal-Monza        | B                       | 4          | 0          | CI           | ?            | ?            | -                  | -                  | -                  | -           | -           | -           | 4+     | 0+     |
| 1959-1960               | Simmenthal-Monza        | B                       | 24         | 0          | CI           | ?            | ?            | -                  | -                  | -                  | -           | -           | -           | 24+    | 0+     |
| 1960-1961               | Simmenthal-Monza        | B                       | 34         | 0          | CI           | ?            | ?            | -                  | -                  | -                  | -           | -           | -           | 34+    | 0+     |
| 1961-1962               | Simmenthal-Monza        | B                       | 31         | 0          | CI           | ?            | ?            | -                  | -                  | -                  | -           | -           | -           | 31+    | 0+     |
| Totale Simmenthal-Monza | Totale Simmenthal-Monza | Totale Simmenthal-Monza | 97         | 0          |              | ?            | ?            |                    | -                  | -                  |             | -           | -           | 97+    | 0+     |
| 1962-1963               | Palermo                 | A                       | 15         | 0          | CI           | ?            | ?            | -                  | -                  | -                  | -           | -           | -           | 15+    | 0+     |
| 1963-1964               | Palermo                 | B                       | 23         | 0          | CI           | ?            | ?            | -                  | -                  | -                  | -           | -           | -           | 23+    | 0+     |
| Totale Palermo          | Totale Palermo          | Totale Palermo          | 38         | 0          |              | ?            | ?            |                    | -                  | -                  |             | -           | -           | 38+    | 0+     |
| 1964-1965               | Napoli                  | B                       | 30         | 1          | CI           | 4            | 0            | -                  | -                  | -                  | -           | -           | -           | 34     | 1      |
| 1965-1966               | Napoli                  | A                       | 5          | 0          | CI           | 2            | 0            | CM                 | 2                  | 0                  | CA          | 4           | 0           | 13     | 0      |
| lug.-nov. 1966          | Napoli                  | A                       | 0          | 0          | CI           | 0            | 0            | CdF                | 2                  | 1                  | -           | -           | -           | 2      | 1      |
| Totale Napoli           | Totale Napoli           | Totale Napoli           | 35         | 1          |              | 6            | 0            |                    | 4                  | 1                  |             | 4           | 0           | 49     | 2      |
| nov. 1966-1967          | Lazio                   | A                       | 21         | 0          | CI           | 0            | 0            | CM                 | 2                  | 0                  | -           | -           | -           | 23     | 0      |
| 1967-1968               | Lazio                   | B                       | 28         | 0          | CI           | 1            | 0            | -                  | -                  | -                  | -           | -           | -           | 29     | 0      |
| 1968-1969               | Lazio                   | B                       | 2          | 0          | CI           | 0            | 0            | -                  | -                  | -                  | -           | -           | -           | 2      | 0      |
| Totale Lazio            | Totale Lazio            | Totale Lazio            | 51         | 0          |              | 1            | 0            |                    | 2                  | 0                  |             |             |             | 54     | 0      |
| 1969-1970               | Piacenza                | B                       | 2          | 0          | CI           | 0            | 0            | -                  | -                  | -                  | -           | -           | -           | 2      | 0      |
| 1970-1971               | Fidenza                 | 1 Cat                   | 17         | 0          | -            | -            | -            | -                  | -                  | -                  | -           | -           | -           | 17     | 0      |
| Totale Fidenza          | Totale Fidenza          | Totale Fidenza          | 39         | 1          |              | -            | -            |                    | -                  | -                  |             |             |             | 39     | 1      |
| Totale carriera         | Totale carriera         | Totale carriera         | 262        | 2          |              | 1+           | 0+           |                    | 2+                 | 0+                 |             |             |             | 265+   | 2+     |

## Palmarès

### Competizioni nazionali
- Campionato italiano di Serie B: 1

Lazio: 1968-1969

### Competizioni internazionali
- Coppa delle Alpi: 1

Napoli: 1966